# Misato Katsuragi
Misato Katsuragi (jap. 葛城 ミサト Katsuragi Misato) – fikcyjna postać z anime Neon Genesis Evangelion. Jest dyrektorem operacyjnym w NERV, początkowo w randze kapitana; później zostaje awansowana na majora. W Rebuild of Evangelion rangą Misato jest pułkownik podporucznik. Do jej obowiązków w NERV należą: pełnienie roli dowódcy polowego dla pilotów Evangelionów, wydawanie rozkazów i przekazywanie strategii bitewnych, a także przetwarzanie danych od Ritsuko Akagi i techników monitorujących Evy. Zajmuje się również biurokratycznymi aspektami operacji NERV-u.
Urodziła się 8 grudnia 1986 roku. Brała udział w pechowej ekspedycji na biegun, którą prowadził jej ojciec, doktor Katsuragi.
Na początku serii Misato po raz pierwszy przywozi Shinjiego Ikari do Nervu i jest w stanie przekonać go do pilotowania Jednostki 01. Przyjmuje pod swój dach Shinjiego, a następnie również Asukę Langley Soryu. Wraz z rozwojem serialu, dzięki swojemu byłemu kochankowi Kajiemu, poznaje prawdę o Projekcie Dopełnienia Ludzkości i sekretach, które NERV i Seele postanowili trzymać w tajemnicy, nawet przed nią.

## Koncepcja
Yoshiyuki Sadamoto uznał projekt Misato za najtrudniejszy – wyobrażając ją jako starszą „dziewczynę z sąsiedztwa“, która była w wojsku. Chciał, aby Misato była modną postacią, ciągle zmieniającą ubrania, ale okazało się, że jego brak wyczucia mody sprawił, że nie był w stanie tego pokazać. Ponadto widział on Misato jako „przegraną dziewczynę“, która byłaby rozwiązła i nie traktowała wszystkiego poważnie.
Reżyser Hideaki Anno opisał Misato jako „dwudziestodziewięcioletnią kobietę, która żyje życiem tak lekkim, że ledwie pozwala na ludzki dotyk. Chroni się, utrzymując płytkie relacje i uciekając“. Opisał ją jako dorosłą Usagi Tsukino, z którą Misato dzieli aktorkę głosową, a także fryzurę. Rozbieżność między jej profesjonalizmem w pracy a niechlujnością w domu, a także kwestie związanymi z jej relacjami z ojcem i Kajim oraz niejednoznaczna natura jej związku z Shinjim, wiążą się z jej problemami psychologicznymi. Przypominają one strapienia głównego bohatera anime Shinjiego Ikariego, więc ci dwaj stopniowo zaczynają współczuć sobie wzajemnie, gdy historia rozwija się pomimo ich niezręcznego związku. Pomimo wdzięczności ojcu za uratowanie życia przyznaje się do nienawiści wobec niego, za poświęcenie swojego życia pracy i zaniedbanie jej i jej matki. Jej powód przyłączenia się do Nervu (a później do walki z aniołami) wiąże się z jej problemami z ojcem. Kaji sugeruje w jednej dyskusji, że Misato ma koszmary o swojej przeszłości, ponieważ opisuje ją jako „śpiącą niespokojnie“. Misato przyznaje, że „szuka ojca w uścisku Kajiego“.
Podobnie jak wiele postaci w Evangelion, Misato otrzymało nazwę statku: Katsuragi, japońskiego lotniskowca z II wojny światowej klasy Unryū. Jej imię pochodzi od bohaterki w mandze Minako Narity, Aitsu.

## W mediach

### Neon Genesis Evangelion
Na początku anime Misato jest kapitanem (jap. 一尉 Ichi'i) Departamentu Operacji Taktycznych NERV. Pod jej dowództwem podejmowane są najważniejsze decyzje w bitwach Evangelionów przeciwko aniołom, a ona bierze pełną odpowiedzialność za możliwe wyniki. Przyjmuje także pod opiekę Shinjiego Ikari w czasie, gdy przybywa do Tokio-3, a później także Asukę. Jej osobowość wydaje się być dość luźna i niechlujna, ale jako profesjonalistka udowadnia, że ma świetny charakter przywódczy i nieustępliwość. Jej lojalność wobec NERVu wydaje się nie do złamania, chociaż poza głównym celem niszczenia aniołów, wiele prawdziwych intencji organizacji jest jej nieznanych. Po sukcesie „Operacji Yashima“, planowanej przez nią bardzo kosztownej operacji wojskowej polegającej na wykorzystaniu systemu energetycznego całej Japonii do zniszczenia piątego anioła, Ramiela, awansuje na majora (jap. 三佐 Sansa).
Pilotów evangelionów, którymi się opiekuje, traktuje w pewnym sensie jak własne dzieci, dlatego jest zdecydowanie przeciwna poświęcaniu ich „dla dobra sprawy”, do czego zdolna jest np. Ritsuko. Jest w dużym stopniu nieprzygotowana do dorosłego życia, co objawia się poprzez jej bałaganiarstwo i często dziecinne zachowanie (w anime musi się upić, by wyznać Kajiemu, dlaczego od niego odeszła), poza tym niezbyt dobrze gotuje, jednak zdaje się tym nie przejmować i często można ją zobaczyć popijającą piwo Yebisu. Oprócz Shinjiego i Asuki w jej domu w Tokio-3 mieszka też Pen-Pen, zmodyfikowany pingwin, który zadomowił się w lodówce. Misato jest do niego bardzo przywiązana.
Misato dzieli specjalną przyjaźń z Ritsuko Akagi i była dziewczyną Ryojiego Kaji w czasie, gdy cała trójka była studentkami. Wraz z rozwojem historii ujawniają się pewne szczegóły dotyczące przeszłości Misato. Była na Antarktydzie w czasie Drugiego Uderzenia, gdy towarzyszyła jej ojcu, dr Katsuragi, przywódcy ekspedycji Katsuragi. Dr Katsuragi próbował chronić swoją córkę, umieszczając ją w kapsule ochronnej (przypominającej Entry Plug) tuż przed własną śmiercią. Kapsuła uratowała jej życie, ale odniesione urazy pozostawiły dużą bliznę na jej klatce piersiowej. Dwa lata po Drugim Uderzeniu Misato pojawia się na pokładzie statku, który sprowadził Kozo Fuyutsuki i Gendo Ikari na ruiny Antarktydy. Po zobaczeniu jej w pokoju, Fuyutsuki powiedziano, że Misato nie odezwała się po Drugim Uderzeniu. Jej mutyzm ustąpił, gdy zaczęła uczęszczać na uniwersytet, od tego czasu zaczęła też być bardziej towarzyska i rozmowna; Ritsuko wspomina, że na studiach Misato nadrabiała stracony czas.
Misato w latach swojej młodości była związana z Kajim, a chociaż się do tego nie przyznawała, bardzo przypominał on jej ojca. W trakcie rozwoju historii Misato odkrywa, że Kaji, oprócz pracy dla NERV, potajemnie pracuje również dla Departamentu Wywiadu w Japonii. Misato grozi, że go zabije, jeśli nie zaprzestanie swoich planów sabotażu. Jednak dzięki niemu zaczyna zdawać sobie sprawę z tajnych planów NERVu i SEELE, a co najważniejsze – z Projektu Dopełnienia Ludzkości.

### Air/Magokoro o, kimi ni
W Air/Magokoro o, kimi ni Misato ratuje życie Shinjiego, zabijając trzech żołnierzy JSSDF. Wciąga go do swojego samochodu i popycha Shinjiego w stronę wyrzutni jednostki 01. W efekcie tej walki zostaje śmiertelnie ranna, a tuż przed rozstaniem przekonuje Shinjiego, by raz jeszcze pilotował Unit 01, a następnie oddaje dorosły pocałunek. Krótko przed śmiercią Misato zastanawia się, czy Kaji wierzy, że postąpiła słusznie. Jej ciało zostaje zniszczone przez zespoły rozbiórkowe JSSDF. Na chwilę przed wybuchem, nad jej ciałem pojawia się obraz Rei.

### Manga
W mandze historia i charakter Misato są zasadniczo takie same, choć z drobnymi poprawkami. Manga pokazuje, że wzięła Pen-Pena do siebie, ratując go przed eutanacją. Misato umiera w podobny sposób jak w Air/Magokoro o, kimi ni, ale wcześniej zabija siebie i wielu żołnierzy JSSDF granatem.

### Rebuild of Evangelion
Misato powraca jako główna postać w Rebuild of Evangelion. W Evangelion 1.11 (Nie) jesteś sam, gdzie wydaje się być niemal identyczna z jej odpowiednikiem w anime, z wyjątkiem drobnych różnic (np jej włosy są w ciemniejszym odcieniu fioletu). W Rebuild Misato wydaje się być bardziej zaangażowana w to, co dzieje się w NERV, a jej pozycja jest wyższa – jest podpułkownikiem (jap. 二佐 Nisa), więc wie o posiadaniu przez NERV Lilith.
W Evangelion: 2.0 You Can (Not) Advance, Misato zachęca Shinjiego, aby zbliżył się do swojego ojca, a także przyjmuje Asukę do swojego domu w nadziei na nawiązanie koleżeństwa pomiędzy dwoma pilotami. Wciela się w bardziej siostrzaną rolę dla Asuki, a także nie wznawia romantycznego związku z Kajim. W retrospekcji dotyczącej Drugiego Uderzenia okazuje się, że Misato nie spała i widziała, jak jej ojciec umiera na jej oczach. Po uszkodzeniu Renault Alpine podczas przybycia Asuki, prowadzi Mazdę Cosmo.
W Evangelion: 3.0 You Can (Not) Redo, jej postać podlega głębokim zmianom. Jest tam szefem organizacji znanej jako Wille, której celem jest zniszczenie NERV-u i Evangelionów. Jest postrzegana jako bardziej obojętna niż w poprzednich częściach tej serii, a jej wygląd również przeszedł drastyczne zmiany, przez co Shinji nie był w stanie jej rozpoznać, gdy zobaczył ją po raz pierwszy. Misato jest gotowa zabić Shinjiego, aktywując choker, który Wille założyło mu na szyję, jeśli ponownie skontaktuje się z Evangelionem. Kiedy Shinji ucieka z jednostki Wille, Misato waha się, czy pociągnąć za spust, dopóki nie znajdzie się poza zasięgiem detonatora, pozwalając mu na ucieczkę.